# 勃艮第人王國

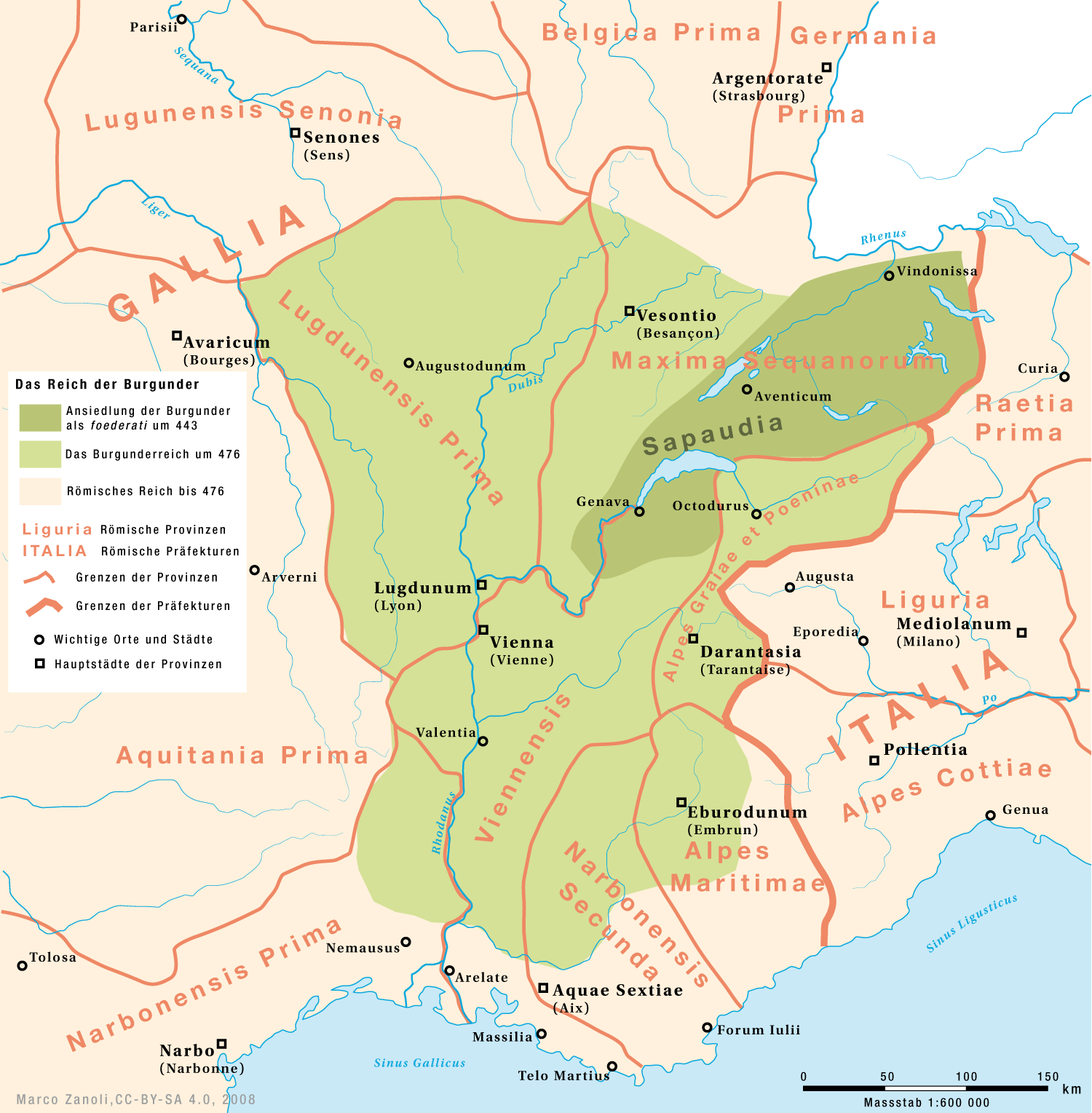
勃艮第人王國領地

勃艮第人王國（拉丁語：Regnum Burgundionum），又稱勃艮第第一王國，是由在萊茵蘭地區的日耳曼勃艮第人在5世紀（約457年）在高盧東部建立的王國。首都位於里昂。534年勃艮第人王國被法蘭克王國併入。